# کان‌پور
کان‌پور (به هندی:कानपुर، به اردو: کان پور) بزرگترین شهر ایالت اوتار پرادش و نهمین شهر پرجمعیت هند است. این شهر برحسب مساحت، پنجمین شهر بزرگ هند است. کان‌پور همچنین به نام منچستر آسیا شناخته می‌شود.
این شهر در کنار رود گنگ قرار گرفته و مرکزی صنعتی نیز به شما می‌رود. همچنین مساحتی بالغ بر ۱۶۰۰ km² و جمعیتی برابر ۴ ۸۶۴ ۶۷۴ نفر دارد.